# Natalia Pallu-Neves
Natalia Pallu-Neves (Londres, 12 de junho de 2004) é uma patinadora artística brasileira. Ela é a primeira brasileira a representar o país na modalidade dança no gelo na categoria de idade sênior, ao lado do britânico Jayin Panesar. Antes de competir pelo Brasil, a atleta representava a Grã-Bretanha, país pelo qual foi três vezes medalhista nacional de bronze no nível júnior, até a temporada 2021/22. 

## Vida pessoal
Filha de brasileiros, Natalia nasceu em Londres. A jovem começou a patinar aos sete anos. Ela cursa História na Queen Mary University, em Londres.

## Carreira

### Início de carreira
Até os treze anos, Pallu-Neves intercalava os treinos entre as categorias de dança e individual feminina, quando decidiu optar por competir exclusivamente na dança dali em diante. Sua primeira dupla fixa foi com o britânico Frank Roselli, com quem disputou as temporadas de 2017/18 e 2018/19, conquistando duas medalhas de bronze no Campeonato Britânico nível júnior. Embora a atleta considerasse a possibilidade de representar o país natal da sua família, Roselli não aceitava a ideia, e, portanto, a dupla representou a Grã-Bretanha até se separar.

### Temporada 2021/22
Natalia Pallu-Neves e Jayin Panesar estabeleceram a parceria no meio da pandemia de COVID-19 e estrearam oficialmente apenas na temporada 2021/2022. A dupla conquistou o terceiro lugar no Campeonato Britânico de Patinação Artística no Gelo nível júnior.  
Alegando falta de apoio por parte da British Ice Sports Federation, Natalia Pallu Neves e Jayin Panesar decidiram buscar a CBDG para representarem o Brasil internacionalmente ainda durante a temporada de 2021/22, pois desejavam aval para competir em mais eventos internacionais.

### Temporada 2022/23
Pallu-Neves e Panesar precisaram cumprir a suspensão obrigatória de um ano entre competições internacionais imposta pela ISU a atletas que desejam representar outro país. Como a sua última competição havia terminado em 6 de fevereiro de 2022, os atletas somente obtiveram permissão para se inscrever em uma competição na qual representassem o Brasil apenas a partir de 7 de fevereiro de 2023. Com o desejo de conseguir uma classificação para o Campeonato Mundial, Natalia e Jayin disputaram pela primeira vez uma competição sênior, o que os fez a primeira dupla brasileira a competir na categoria, no Egna Dance Trophy de 2023, competição onde atingiram uma pontuação total de 124,05 e onde apenas obtiveram os índices de requerimento na dança rítmica para o Campeonato dos Quatro Continentes. Pallu-Neves e Panesar competiram ainda na Challenge Cup 2023, conquistando 123,95 pontos e onde novamente não atingiram os índices necessários para uma vaga no Mundial em sua categoria de idade.

### Temporada 2023/24
Em 2023, a dupla se mudou para a Filadélfia para treinar com os ex-campeões britânicos de dança no gelo, Nicholas Buckland e Penny Coomes. Natalia e Jayin iniciaram sua temporada competindo na etapa Lombardia Trophy da Challenger Series da ISU, onde terminaram em 15º lugar, com uma pontuação total de 119.02 pontos, sendo essa sua primeira participação em uma competição oficial da ISU desde o Junior Grand Prix. Em outubro, a dupla competiu no Swiss Open Trophy, alcançando um resultado histórico ao obter os índices mínimos para uma participação no Campeonato dos Quatro Continentes, sendo a primeira equipe brasileira a conseguir tal feito, e a primeira dupla brasileira sênior a conseguir uma vaga para um campeonato oficial da ISU. A pontuação mínima para uma vaga no Campeonato Mundial foi atingida, contudo, apenas na dança livre.

## Programas

### Com Jayin Panesar
| Temporada | Dança rítmica (RD) | Dança livre (FD)                                                                                  | Exibição de gala (EX) |
| --------- | --- | ------------------------------------------------------------------------------------------------- | --------------------- |
| 2023-2024 | - Need You Tonight - Never Tear Us Apart - New Sensation by INXS, Andrew Farriss, Michael Hutchence | - 1999 - Nothing Compares 2 U - Kiss por Prince                                                   |                       |
| 2022-2023 | - Salsa: Rebelion por Joe Arroyo, La Verdad - Rumba: Rhythm (Rumba / 25 BPM) por Ballroom Orchestra & Singers - Dancelife Studio Orchestra, Frank Westrus, Jeroen Englebert - Merengue: Lambada de Kaoma por Gonzalo e Ulises Hermosa | - 1999 - Nothing Compares 2 U - Kiss por Prince                                                   |                       |
| 2021-2022 | - Blues: Feeling Good por Nina Simone - Swing: It Don't Mean A Thing por Club des Belugas | West Side Story: - Dance At The Gym - Overture - Dance At The Gym - America por Leonard Bernstein |                       |

## Principais resultados

### Com Jayin Panesar
| Evento/Temporada                                                                        | 21-22*         | 22-23          | 23-24          |
| Internacionais                                                                          | Internacionais | Internacionais | Internacionais |
| --------------------------------------------------------------------------------------- | -------------- | -------------- | -------------- |
| CS Denis Ten Memorial                                                                   |                |                | 11º            |
| CS Lombardia Trophy                                                                     |                |                | 15º            |
| Bosphorus Cup                                                                           |                |                | 12º            |
| Swiss Open                                                                              |                |                | 7º             |
| Challenge Cup                                                                           |                | 13º            |                |
| Egna Dance Trophy                                                                       |                | 10º            |                |
| Internacionais - Júnior                                                                 |                |                |                |
| JGP Courchevel II                                                                       | 13º            |                |                |
| Egna Dance Trophy                                                                       | 12º            |                |                |
| Open D'Andorra                                                                          | 10º            |                |                |
| Nacionais                                                                               |                |                |                |
| Campeonato Britânico                                                                    | J              |                |                |
| TBD = A definir; WD = Abandonou; C = Cancelado; J= Júnior *Representando a Grã-Bretanha |                |                |                |

*Representando a Grã-Bretanha

### Com Frank Roselli (representando a Grã-Bretanha)
| Evento/Temporada                                                    | 17-18                   | 18-19                   |
| Internacionais - Júnior                                             | Internacionais - Júnior | Internacionais - Júnior |
| ------------------------------------------------------------------- | ----------------------- | ----------------------- |
| Open D'Andorra                                                      | 14º                     |                         |
| Grand Prix of Bratislava                                            |                         | 7º                      |
| Halloween Cup                                                       | 10º                     | 9º                      |
| Pavel Roman Memorial                                                |                         | 12º                     |
| Nacionais                                                           |                         |                         |
| Campeonato Britânico                                                | J                       | J                       |
| TBD = A definir; WD = Abandonou; C = Cancelado; N= Novice;J= Júnior |                         |                         |

## Resultados detalhados

### Com Jayin Panesar
| Data                                 | Evento                       | RD       | FD       | Total     |
| ------------------------------------ | ---------------------------- | -------- | -------- | --------- |
| 27 de novembro-3 de dezembro de 2023 | Bosphorus Cup 2023           | 10 58,54 | 13 92,49 | 12 151,03 |
| 2-5 de novembro de 2023              | CS Denis Ten Memorial 2023   | 11 53,17 | 11 78,42 | 11 131,59 |
| 26-29 de outubro de 2023             | Swiss Ice Skating Open 2023  | 8 54,31  | 6 89,14  | 7 143,45  |
| 8-10 de setembro de 2023             | CS Lombardia Trophy 2023     | 15 46,49 | 15 72,53 | 15 119,02 |
| Temporada 2022-23                    |                              |          |          |           |
| 23-26 de fevereiro de 2023           | Challenge Cup 2023           | 13 48,34 | 13 75,61 | 13 123,95 |
| 9-12 de fevereiro de 2023            | Egna Dance Trophy 2023       | 9 51,05  | 10 73,00 | 10 124,05 |
| Temporada 2021-22*                   |                              |          |          |           |
| 4-6 de fevereiro de 2022             | Egna Dance Trophy 2022       | 11 50,84 | 13 74,95 | 12 125,79 |
| 30 de novembro-5 de dezembro de 2021 | Campeonato Britânico de 2022 | 3 44,23  | 3 73,59  | 3 117,82  |
| 24-28 de novembro de 2021            | Open D'Andorra 2021          | 11 41,13 | 9 68,35  | 10 109,48 |
| 25-28 de agosto de 2021              | JGP Courchevel II 2021       | 14 36,43 | 11 62,75 | 13 99,18  |

Recorde pessoal em evento internacional reconhecido pela ISU (Personal Best - PB) em negrito
*Representando a Grã-Bretanha